# Lovro Mazalin
Lovro Mazalin (Sisak, 28 giugno 1997) è un cestista croato.

## Palmarès

### Squadra
- Campionato croato: 6

Cibona Zagabria: 2012-13
Cedevita Zagabria: 2013-14, 2014-15, 2015-16
Zara: 2023-24, 2024-25
- Coppa di Croazia: 6

Cibona Zagabria 2013
Cedevita Zagabria: 2014, 2015, 2016, 2023
Zara: 2024

### Individuale
- MVP dell'All-Star Game croato: 1 (2015)